# 見沢知廉
見沢 知廉（みさわ ちれん、1959年〈昭和34年〉8月23日 - 2005年〈平成17年〉9月7日）は、日本の新右翼活動家、作家。元一水会相談役。元統一戦線義勇軍総裁。本名は高橋 哲夫（たかはし てつお）。 旧姓は平井。

## 経歴

### 生い立ち
1959年、東京都文京区千駄木に2人兄弟の長男として生まれる。父は芸能プロダクション経営者。母はもともと宝塚志望だったが厳格な父親に禁じられて断念。このため、母は息子に自らの夢を託し、幼い哲夫を劇団ひまわりや劇団若草などの児童劇団に通わせた。小学生の時は表向きおとなしい優等生で、日本進学教室や四谷大塚に通って受験勉強に励み、その傍らでヒトラーの『我が闘争』やドストエフスキーの『罪と罰』を耽読した。
母方の祖父に倣って将来は早稲田大学に入れたいとの母の希望により、早稲田中学校に入学。中学時代、父の経営する会社が倒産して一家離散し、両親が離婚して母に引き取られ、高橋に改姓。中学3年の時、右翼組織の活動を手伝うようになるが、右翼に失望し、反体制の思想が芽生え始める。

### 不良
中学3年の時からヤクザを親にもつ級友の影響でグレはじめる。その後付属の早稲田高等学校に進学後は不良となり、カツアゲ、万引き、シンナー吸引などの非行に走る。非行に走った理由は、両親の不和問題や高校の管理教育に対する反抗とされる。暴走族でも活動し、ブラックエンペラー白山支部、千駄木極悪、ZERO根津の集会に参加していた。高校2年時、学校には行かず、本ばかりを読む中で、ドストエフスキーと出会い将来、小説を書こうと決意する。

### 左翼
高校2年時の学期末試験中にテスト用紙を破り、教壇で試験批判のアジテートをして試験をボイコットする。直後、屋上で「昭和維新の歌」を歌っていたところ、同級生の新左翼活動家に「決起したな。これでお前も左翼だ。こわっぱ教師なんか相手にするんじゃなく、国家権力と闘おう」とオルグされ、戦旗派に加盟する。1978年の三里塚闘争での成田空港占拠闘争に参加した。

### 右翼に転向
しかし1979年には戦旗派を離れる。理由は「左翼では民衆の心はつかめない。だから右翼に行く」というもの。これは三島由紀夫の自決について、戦旗派の上級メンバーが「茶番」と決めつけたことに対して「人が命がけでやったことを茶番とは何だ。こいつらは人の心が分からない」と失望したためとされる。早稲田高校は退学処分となり、定時制高校に第4年次編入学して卒業。中央大学法学部二部に進学するが、結局除籍中退。
1980年、三島事件に感銘を受けた事を機に、右翼学生団体・日本学生同盟に加入。左翼から右翼に再び転向したが、連合赤軍には共鳴していたという。

### 殺人と懲役
1982年、新右翼の一水会-統一戦線義勇軍書記長に就任。偽名の「清水浩司」を名乗り、日本IBM、イギリス大使館等への火炎瓶によるテロ活動を行う。同年秋、スパイ粛清事件で殺人を起こし逮捕。殺人罪ならびに火炎びんの使用等の処罰に関する法律違反で懲役12年の判決を受け、川越少年刑務所・千葉刑務所・八王子医療刑務所・千葉刑務所で服役、1994年12月8日に満期出所。
刑務所生活では、千葉刑務所の懲罰房がもっとも長く、3000日（約8年）の間服役していた。この懲罰房で執筆活動を行う。千葉刑務所で、狭山事件で無期懲役となった受刑者、新宿西口バス放火事件で無期懲役となった受刑者やあさま山荘事件で無期懲役となった吉野雅邦などと出会っている。服役中に本名を高橋哲央に改名。

### 作家
釈放後の1995年に、獄中で執筆した『天皇ごっこ』を発表。第25回新日本文学賞の佳作に選ばれる。1996年、獄中手記『囚人狂時代』を発表し、8万5千部を売り上げる。当時は月収100万円に達したこともあるが、税金の支払が翌年に発生するということも知らず、全額使いきってしまっていたという。1997年、『母と子の囚人狂時代』、『獄の息子は発狂寸前』などを発表。同時期に『調律の帝国』で三島由紀夫賞候補に選ばれたが落選。このとき見沢自身は受賞を確信し、受賞パーティーの会場のホテルまで予約していたという。以降は講演会等を中心に活動していた。
講演活動以外にも、その後慶應義塾大学文学部（通信教育課程）に入学し、学生として勉学し直していたが心身の不調に悩み、1998年には立教大学で講演中に脳梗塞で倒れ、救急車で搬送された。抗うつ薬を濫用し、不摂生な生活を送ったために原稿の締切も守れなくなった他、招かれたイベントに無断欠席を繰り返すなどしたため仕事が減少した。

### 自殺
諸方に不義理を重ねたことへの自責の念から、2004年には事務所で自殺を図って小指を2本切断し、血まみれの姿を母に発見されたこともある。この時はチーズナイフで少しずつ切断して行ったため出血が多く、「発見があと5分遅かったら危なかった」と医師に言われている。
2005年9月7日、横浜市戸塚区の自宅マンション8階から飛び降り自殺を図り、死亡。享年46。自殺の動機については、上述の心身の健康問題や、経済的に困窮していた事などが言われている。公式ホームページでは自身がカンパを求めていた。

## エピソード
- 読書経験から、幼少の頃は自分を天才である、故に何をしても許されると考える傲慢な性格であったとされる[6]。さらに大蛇やワニを飼い、生きたネズミを食わせ、その有様を眺めて楽しんだ他、ウサギやイヌやネコを殺すなどの動物虐待を行っていたことから「猫殺し哲」と呼ばれ、また妄想・虚言癖ゆえに「嘘つき哲」とも呼ばれたという[6]。
- 奥崎謙三は『獄の息子は発狂寸前』を獄中で読んで見沢の母の心根に感激。「日本女性の鑑だ」と惚れ込んだ奥崎は、「この女性と結婚しろ」との神の啓示を受けたと称し、出所直後に結婚を願い出た。奥崎はすっかりその気になっていたが、見沢母子に逃げ出されて破談になり、「縁はその時一度限りだ。それなのに途中で帰るなんて許さん。クソババアめ！」と激怒し、卒倒した[7]。
- 菊池桃子と並び伊藤蘭を「永遠のアイドル」と崇拝し、成田空港管制塔占拠事件に際しても『微笑がえし』を心の歌としていた。千葉刑務所でも伊藤への崇拝ぶりはつとに有名であり、伊藤の結婚に際しては「ハハハ、残念だったな。ま、気ィ落とすなよ、ハハハハ」と区長や係長が慰めに来たほどであった[8]。
- 『母と息子の囚人狂時代』によると、見沢は獄中で小説を書くことを禁じられていたという。そのため小説の原稿は獄外の母宛の手紙という形式で書かれた。その手紙はA4用紙一枚に3000字以上に渡る長文が記されていたという。また、見沢はかなりの悪筆であった。見沢の母は手紙の一言一句を清書して原稿用紙にまとめて出版社に送付した。『天皇ごっこ』は母との創作だったともいえる。
- 統一戦線義勇軍や一水会の機関誌に寄稿した政治論文をまとめ、右翼運動の理論書「民族派暴力革命論」という文章を作成した[9]。
- 見沢自身は終生、スパイ粛清事件における殺人について「政治犯だった」と主張していた。更に講演会等で「僕も人を殺しましたが…」と冗談めかして話すなどした為、「殺人行為についての反省が無いのではないか」との批判を呼んだ事があった。鈴木邦男によると、見沢は「馬鹿な共犯者がいたから捕まった。一人なら完全犯罪だったのに」[10]と後悔し、「スパイを殺したのは当然。正当防衛だ」[11]と居直っていたという。見沢自身も、スパイ粛清事件については夢に見たこともなく、魘されたこともないと発言している[5]。ただし見沢は晩年の日記で「我々も殴って追放ぐらいにかんがえていたのが、運の悪さや勢いで仕方なくそうなった」、共犯と共に「被害者の遺族のところまで行き、「『涙のテロル』をわびている」「真剣で悲劇的で、文学で総括せねばと思っている事件」とも弁解している[12]。スパイ粛清事件の総括を意図して書き始めたのが『蒼白の馬上』だが、心の傷から文章による事件の再現に苦しみ、「途中で足と尾骨骨折に靭帯切り全治三ヵ月など、何度も死にかけ、結局、粛清事件の寸前で逃げた」[13]という。

## 著書
- 『天皇ごっこ』第三書館、1995年11月。ISBN 9784807495290。
  - 『天皇ごっこ』新潮社〈新潮文庫〉、1999年8月。ISBN 9784101473222。
- 『囚人狂時代』ザ・マサダ、1996年2月。ISBN 9784915977213。
  - 『囚人狂時代』新潮社〈新潮文庫〉、1998年4月。ISBN 9784101473215。
- 『獄の息子は発狂寸前』ザ・マサダ、1997年7月。ISBN 9784915977374。
  - 『母と息子の囚人狂時代』（改題）新潮社〈新潮文庫〉、2000年11月。ISBN 9784101473239。
- 『調律の帝国』新潮社、1997年12月。ISBN 9784104201013。
  - 『調律の帝国』新潮社〈新潮文庫〉、2001年9月。ISBN 9784101473246。
- 『日本を撃て』メディアワークス、2000年5月。ISBN 9784840215589。
- 『蒼白の馬上』青林堂、2001年3月。ISBN 9784792603403。
- 『極悪シリーズ』雷韻出版、2001年7月。ISBN 9784947737267。
- 『テロならできるぜ銭湯は怖いよの子供達』同朋舎、2001年9月。ISBN 9784810427134。
- 『ライト・イズ・ライト』作品社、2005年10月。ISBN 9784861820106。
- 『七号病室』作品社、2005年12月。ISBN 9784861820656。
- 『愛情省』作品社、2006年6月。ISBN 9784861820847。
- 『背徳の方程式 MとSの磁力』アルファベータ、2011年8月。ISBN 9784871986519。

### 人物
- 安部譲二
- 雨宮処凛
- 荒木経惟
- 切通理作
- 鈴木邦男
- 塩見孝也
- 高木尋士
- 田中義三
- 野村秋介
- PANTA
- 福田和也
- 町田康
- 宮台真司
- 安土茂